# Petrargyrops punctiger
Petrargyrops punctiger är en tvåvingeart som beskrevs av Townsend 1927. Petrargyrops punctiger ingår i släktet Petrargyrops och familjen parasitflugor. Inga underarter finns listade i Catalogue of Life.